# Vixen Media Group
Vixen Media Group, ou plus simplement Vixen, est une société de production de pornographie sur Internet située à Los Angeles, en Californie.

## Histoire
Vixen Media Group a été fondé en 2014 par l'entrepreneur et réalisateur français Greg Lansky, PDG de GL Web Media et Strike 3 Holding, avec ses partenaires Steve Matthyssen et Mike Miller. Lansky dit qu'il a créé l'entreprise pour créer une vidéo de meilleure qualité qui serait considérée comme plus artistique que le domaine normal du contenu vidéo pour adultes.
Vixen Media Group possède et exploite huit sites de films pour adultes en ligne : Vixen, Tushy, Blacked, Blacked Raw, Tushy Raw, Deeper, Slayed et Milfy. Slayed a été lancée en août 2021, et est la première marque entièrement féminine, et a été créée dans le cadre d'une mission visant à révolutionner les représentations du sexe féminin tout en attirant un public de tous les genres et de toutes les sexualités,.
Greg Lansky a vendu sa participation dans Vixen Studios en janvier 2020.

## Action en justice contre le piratage
En 2017, Strike 3 Holdings, propriétaire de Vixen Studios, a déposé une plainte fédérale pour violation du droit d'auteur dans le district sud de New York contre des personnes qui ont téléchargé et distribué les films protégés par le droit d'auteur et les ont placés sur des réseaux de partage de fichiers,.

## Récompenses
Vixen a remporté plusieurs prix importants dans l'industrie du film pour adultes, notamment :
- Prix AVN 2018 – Meilleur film Ingénue[Quoi ?][7]
- Prix AVN 2018 – Meilleure campagne marketing[8]
- Prix AVN 2018 – Meilleure nouvelle série[8]
- Prix AVN 2018 – Meilleure scène de sexe à trois - fille/fille/garçon[8]
- Prix AVN 2017 – Meilleure scène de sexe garçon/fille[9]
- Prix AVN 2017 – Meilleur nouveau studio[9]
- Prix AVN 2017 – Meilleur film d'anthologie[9]
- Prix AVN 2017 – Meilleur réalisateur - court métrage[10]
- Prix AVN 2017 – Meilleure campagne marketing – Image de l'entreprise [9]
- Prix AVN 2017 – Meilleure nouvelle empreinte[9]
- Prix XBIZ 2022 – Studio de l'année[11]
- XBIZ Europa Award 2022 – Marque de studio mondial de l'année[12]